# Victor Brauner

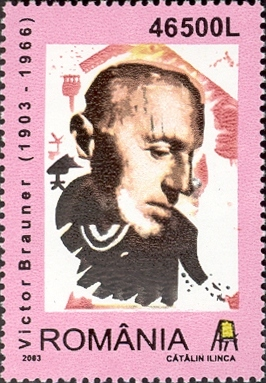
Victor Brauner

Victor Brauner (Piatra Neamț, 15 juni 1903 - Parijs, 12 maart 1966) was een Joods Roemeens surrealistisch kunstschilder.

## Leven
Victor Brauner was de zoon van een Roemeense houtbewerker, die zich gedurende enkele jaren met zijn gezin in Wenen vestigde. Zijn broer was de latere etnomusicoloog Harry Brauner. Toen hij en zijn familie later terugkeerden naar Roemenië, studeerde Brauner aan de Evangelische school in Brăila. In die periode begon hij zich te interesseren in de zoölogie. In de periode van 1919-1921 studeerde hij aan de Nationale school voor Schone Kunsten in Boekarest en vervolgens aan Horia Igiroșanu’s privéschool voor schilderkunst. Hij bezocht het stadje Fălticeni en ook het kuststadje Balcic en daarna begon hij met het schilderen van landschappen op de manier van Cézanne. Dan ging hij, zoals hij zelf getuigde, door verschillende fases. Hij schilderde volgens het dadaïsme, het expressionisme en hij heeft ook abstract geschilderd. 
Op 26 september 1924 organiseerde hij zijn eerste persoonlijke tentoonstelling, in de ‘Mozart Galleries’ in Boekarest. In diezelfde periode ontmoette hij de dichter Ilarie Voronca, met wie hij samen het tijdschrift 75 HP oprichtte.
In 1925 ondernam hij zijn eerste reis naar Parijs, waarvan hij in 1927 terugkeerde. In de periode van 1928-1931, was hij medewerker aan het tijdschrift Unu (Eén), een avant-gardetijdschrift met dadaïstische en surrealistische tendensen. In het tijdschrift werden de meeste van Brauners werken gepubliceerd.
In 1930 vestigde hij zich in Parijs, waar hij zijn landgenoot Constantin Brâncuși ontmoette. Deze onderrichtte hem in de kunstfotografie. Hij raakte bevriend met de dichter Benjamin Fondane en ontmoette Yves Tanguy. Deze laatste heeft Brauner uiteindelijk tot surrealistisch schilderen aangezet. Hij woonde in hetzelfde gebouw als Alberto Giacometti en Tanguy, aan de Rue de Moulin Vert. Hier schildert hij het schilderij ‘Portret met zelfontkernend oog’, een schilderij met een voorspellende waarde, zo bleek.
In 1933 opende André Breton een nieuwe persoonlijke tentoonstelling voor Brauner in Parijs, in de Pierce Gallery. In 1935 keerde Brauner terug naar Boekarest, waar hij zich een tijdje bij de gelederen van de communistische partij voegde. Op 7 april van datzelfde jaar opende hij opnieuw een persoonlijke tentoonstelling in de Mozart Galleries. Op 27 april creëerde hij de illustraties voor de dichtbundel van Gellu Nuam, getiteld De brandstichtende reiziger en De vrijheid om op het voorhoofd te slapen.
Op 28 augustus 1938 verloor hij, nadat hij was teruggekeerd naar Frankrijk, zijn oog tijdens een hevige ruzie tussen Oscar Dominguez en Esteban Frances. Brauner had geprobeerd om Frances te beschermen, en werd geraakt door een glas dat Dominguez gegooid had. Op deze manier kwam de "voorspelling" van zijn schilderij Portret met zelfontkernend oog uit. Later dat jaar, ontmoette hij zijn latere vrouw Jacqueline Abraham. Hij schilderde een reeks schilderijen die ‘Hersenschimmen’ genoemd worden.

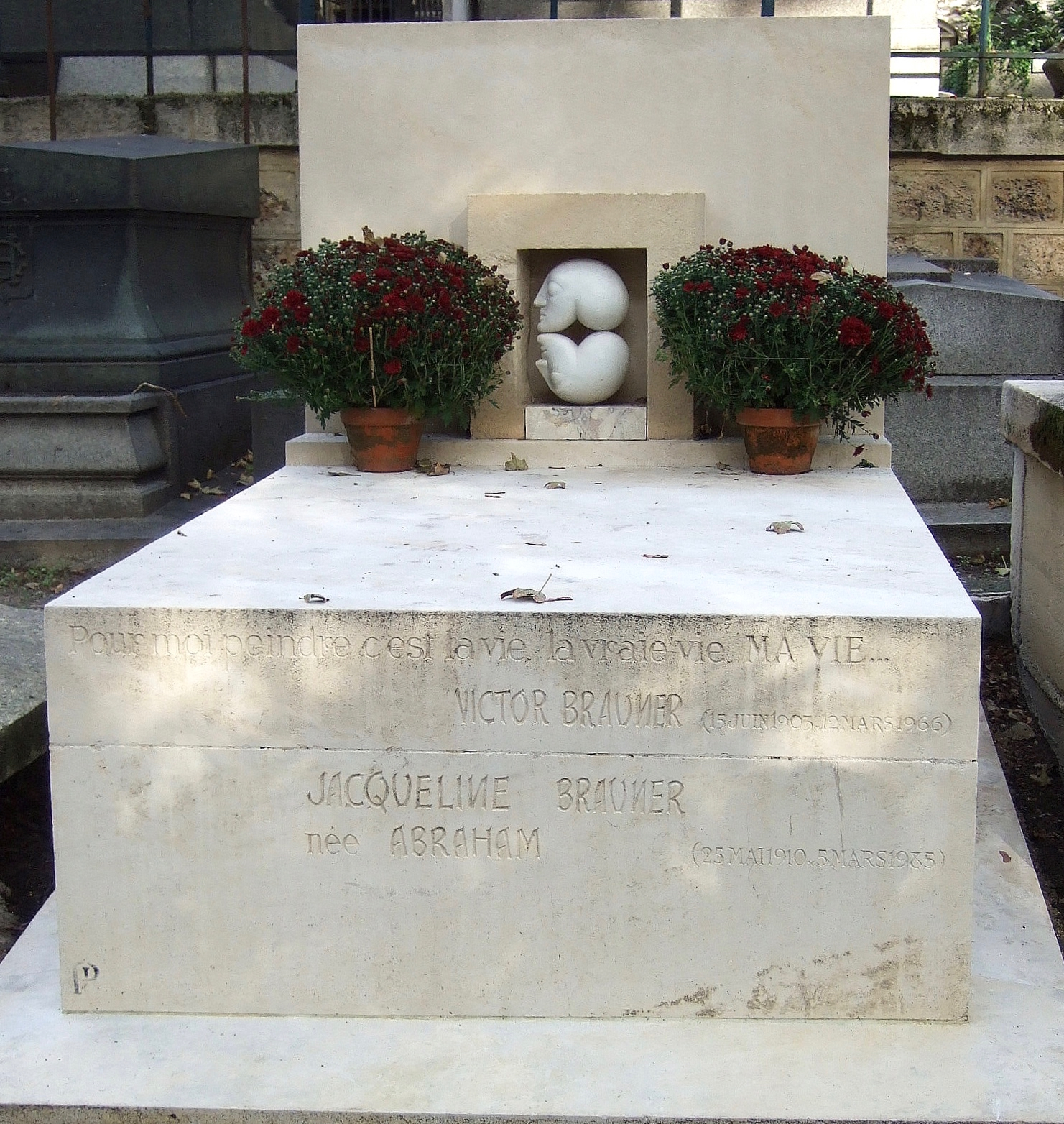
Graf van Victor Brauner op het kerkhof van Montmartreau.

Hij verliet Parijs tijdens de inval van nazi-Duitsland in 1940. Hij woonde dan achtereenvolgens in Perpignan, Canet-Plage en Saint-Féliu-d'Amont. Toch bleef hij in contact met andere surrealistische schilders waaronder André Masson, René Char, Max Ernst en Wifredo Lam, die hun toevlucht in de Villa Air Bel van André Breton in Marseille hadden genomen. In 1941 kreeg ook hij toestemming om zich in Marseille te vestigen, waar hij ernstig ziek werd opgenomen in het Paradis-hospitaal.
In 1961 woonde hij in Varengeville-sur-Mer in Normandië, waar hij het merendeel van zijn tijd aan werken spendeerde. In 1965 creëerde hij een ensemble van object-schilderijen vol inventiviteit en levendigheid. Deze schilderijen zijn de visioenen vol humor en verbeelding, van de toekomstige wereld, die Brauner ons wilde nalaten. 
In 1966 werd hij gekozen om Frankrijk te vertegenwoordigen op de Biënnale van Venetië, de tweejaarlijkse tentoonstelling, waar een hele zaal aan hem gewijd werd.
Hij overleed op 12 maart 1966 in Parijs als gevolg van een aanslepende ziekte. Brauner ligt begraven op het Cimetière de Montmartre.
- Biblioteca Nacional de España: XX1338988
- Bibliothèque nationale de France: cb12028441g (data)
- Catàleg d'autoritats de noms i títols de Catalunya: 981058525975906706
- CiNii: DA05590728
- Gemeinsame Normdatei: 11865988X
- International Standard Name Identifier: 0000 0001 2100 528X
- Library of Congress Control Number: n86136950
- MusicBrainz: 7be34524-cd41-45c0-974f-317981761b7c
- Nationale Bibliotheek van Tsjechië: jn19990009810
- Nationale bibliotheek van Australië: 35681046
- Nationale Bibliotheek van Israël: 987007312205305171
- Nederlandse Thesaurus van Auteursnamen: 070343411
- RKD-Nederlands Instituut voor Kunstgeschiedenis: 12181
- SNAC: w6154m8d
- Système universitaire de documentation: 029398878
- Trove: 1039872
- Union List of Artist Names: 500027528
- Virtual International Authority File: 34470910
- WorldCat: E39PBJtX6tdRGQkjJ4Q87kpMfq